# Glandularia delticola
Glandularia delticola là một loài thực vật có hoa trong họ Cỏ roi ngựa. Loài này được (Small ex Perry) Umber mô tả khoa học đầu tiên năm 1979.